# Poa vaginata
Poa vaginata là một loài thực vật có hoa trong họ Hòa thảo. Loài này được Pamp. miêu tả khoa học đầu tiên năm 1936.